# Révolution nationale
Pour les articles homonymes, voir RN et Révolution nationale (journal).

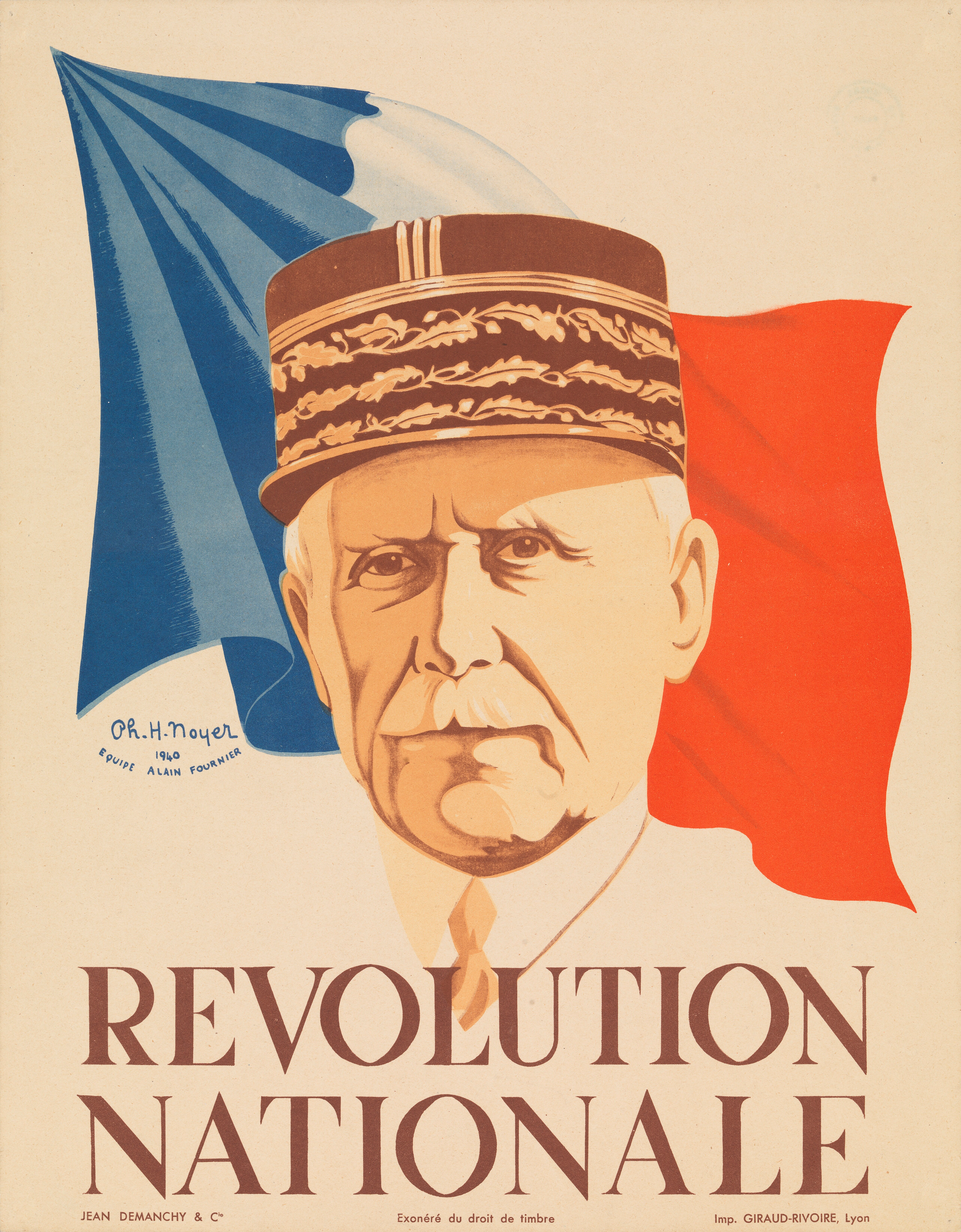
Portrait de Philippe Pétain (affiche, 1940).

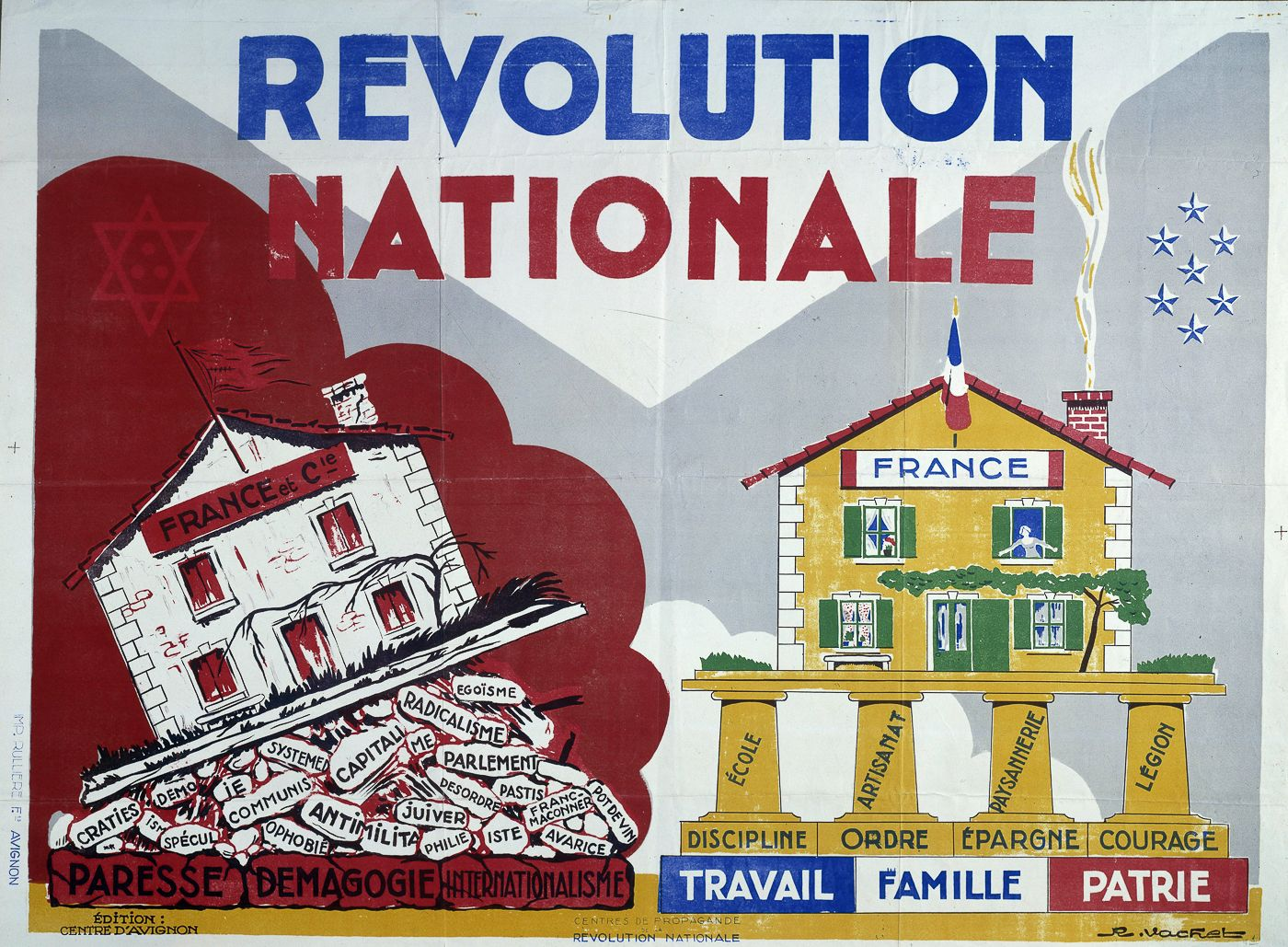
Projet d'affiche conçu pour promouvoir la Révolution nationale et stigmatiser la Troisième République prétendument en proie au capitalisme, au communisme, à l'affairisme, aux Juifs et aux francs-maçons. Illustration de R. Vachet, Centre de propagande de la Révolution nationale d'Avignon.

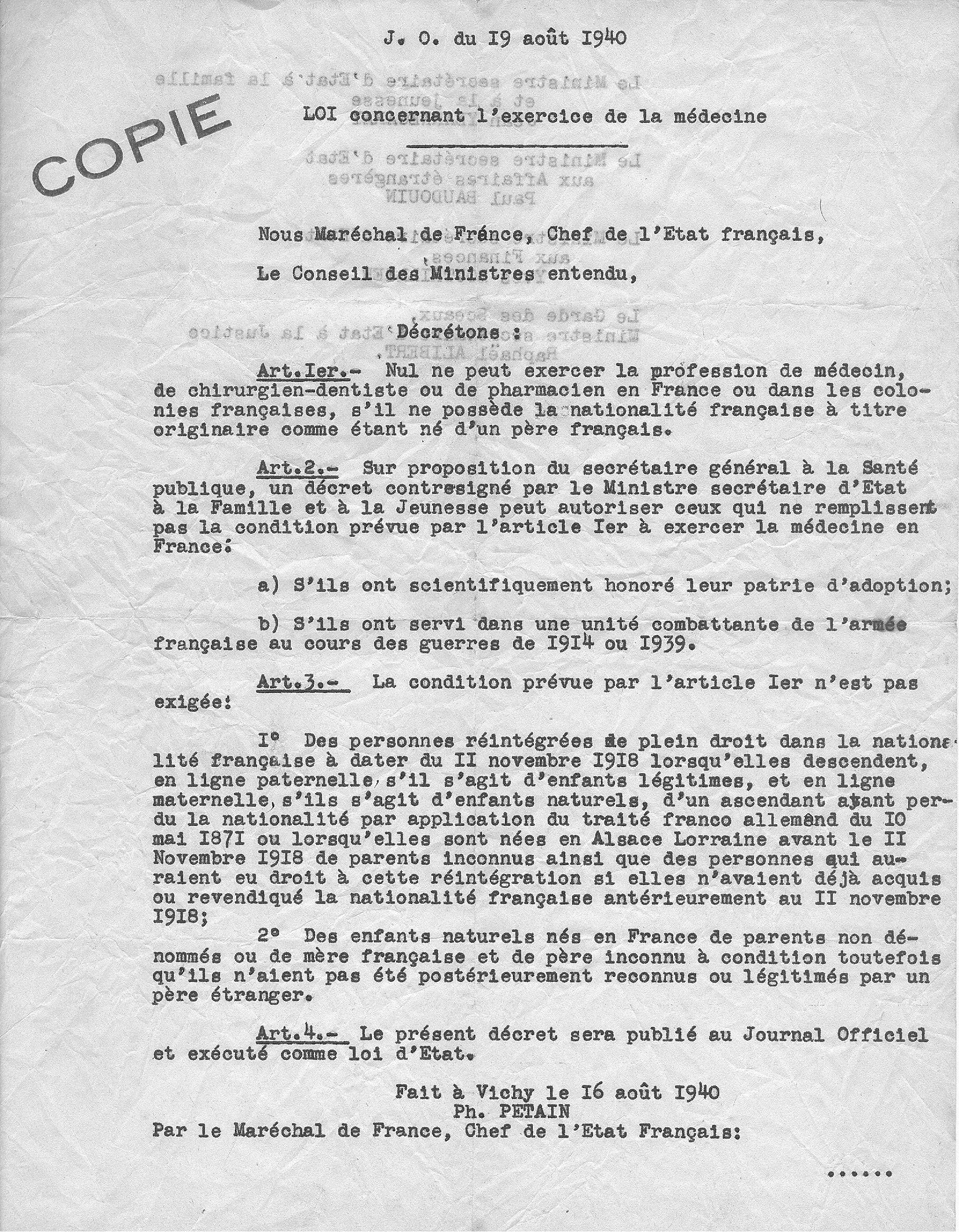
Loi du 16 août 1940 limitant l'exercice de la médecine.

La révolution nationale est l'idéologie officielle du régime de Vichy (juillet 1940 à août 1944), pendant l'occupation de la France par l'Allemagne nazie. La devise républicaine « Liberté, Égalité, Fraternité » est remplacée par la devise « Travail, Famille, Patrie ».
La volonté de « révolutionner » la société française et l'État explique l'intense activité législative du régime, avec 16 786 lois et décrets promulgués en quatre ans. La législation du régime de Vichy se distingue par la rupture avec un certain nombre de principes républicains. Même si une partie est abrogée à la libération de la France par l’ordonnance du 9 août 1944, le régime de Vichy (et ses lois) étant déclaré « illégitime, nul et non avenu », elle aura néanmoins une incidence certaine sur la France des IVe et Ve Républiques.

## Révolution nationale

### Histoire de la notion
La notion de « révolution nationale » apparaît pour la première fois dans le livre La Révolution nationale : philosophie de la victoire de Georges Valois, publié en 1924 :

« l'État libéral fonctionne en 1924 comme avant le 2 août 1914. Mais le prestige qu'il possédait avant la guerre est tombé ; les idées libérales, encore vivantes il y a dix ans, ont perdu toute influence. L'État libéral n'a plus de soutien dans l'esprit public que se partagent les idées nationales et les idées socialistes. (…) Nous échouerons dans notre entreprise si nous croyons qu'il nous suffit de placer nos idées et nos hommes à la tête des institutions de l'État libéral. Ce sont les institutions elles-mêmes qu'il faut changer. »

Avant l'instauration du régime de Vichy, la transformation des institutions et des mentalités est prônée dans différents cénacles réunissant à la fois des intellectuels (comme Albert Rivaud ou René Gillouin), des chefs syndicalistes, des écrivains (comme René Benjamin et Henri Pourrat) et des clercs (comme le cardinal Gerlier). Le cercle Fustel de Coulanges rassemble ainsi le maréchal Hubert Lyautey, le général Maxime Weygand ou l'académicien Abel Bonnard.
Elle est annoncée dans l'exposé des motifs du projet de loi constitutionnelle du 10 juillet 1940 :

« Au moment le plus cruel de son histoire, la France doit comprendre et accepter la nécessité d'une révolution nationale. »

L’expression ne serait pas du maréchal Pétain lui-même mais il se l'approprie rapidement,,.
Largement promue par les gouvernements traditionalistes de Vichy de 1940 à 1942, la Révolution nationale n'est plus mise en avant à partir du retour au pouvoir de Pierre Laval, de formation républicaine, en mai 1942. Cette « mise au rebut » de la Révolution nationale, qui est une « crise du pétainisme orthodoxe, s'accompagne d'une marginalisation de la Légion française des combattants, d'une promotion des préfets, et d'une prise de distance à l'égard de l'Église catholique ».

### Médiatisation

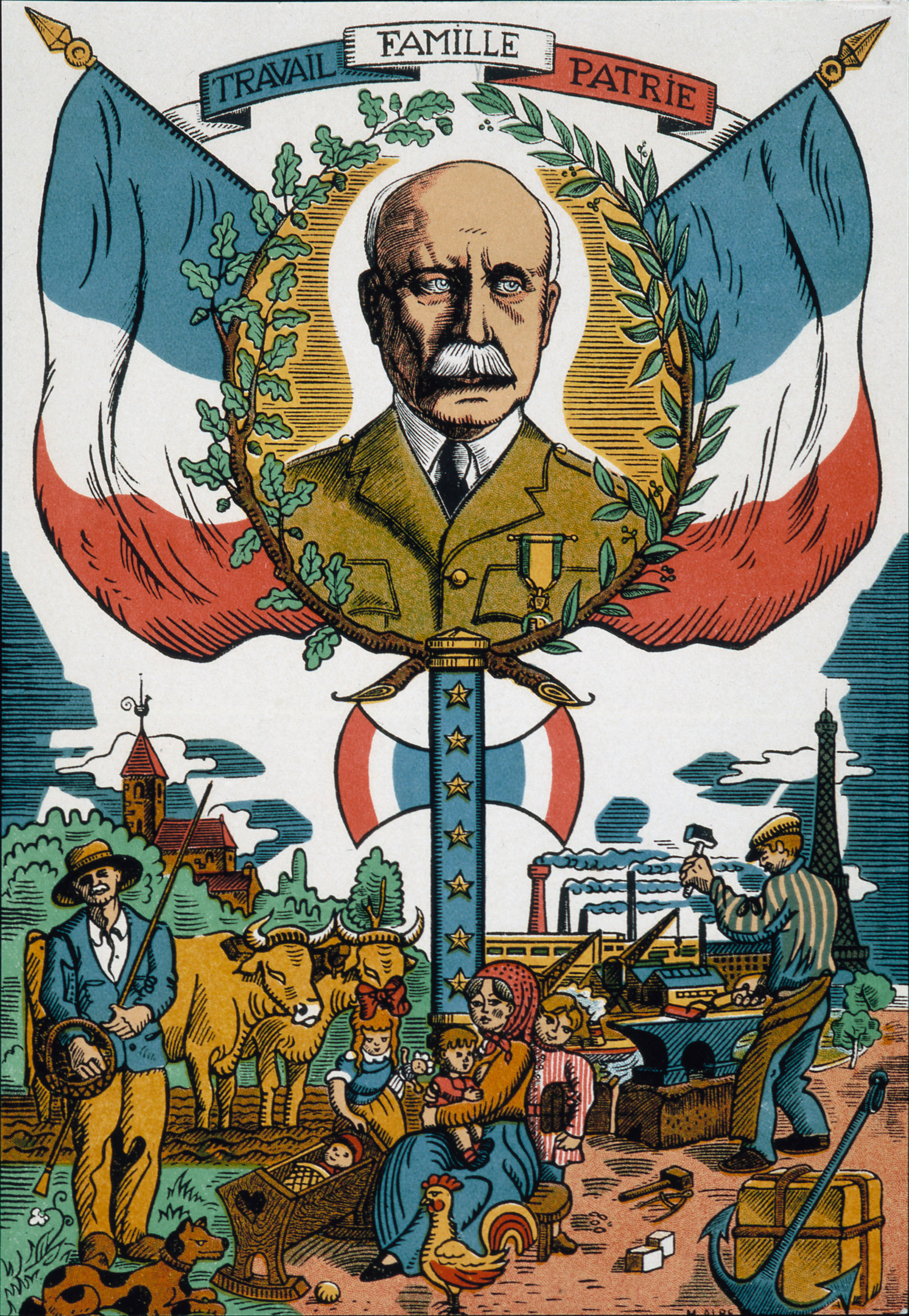
Imagerie de propagande : sous la devise « Travail, Famille, Patrie », le portrait de Pétain en médaillon soutenu par une francisque au-dessus d'une scène représentant la France rurale et industrielle, 1942.

Une affiche qui associe drapeau tricolore, portrait du maréchal et intitulé « Révolution nationale », fut imprimée et diffusée vers la fin décembre 1940, date à laquelle l'imprimeur Le Hénaff, à Saint-Étienne, recevait d'ultimes instructions de retouches. Le total des tirages des différentes éditions, sous divers formats, qui furent effectuées jusqu'en 1944, s'élève à plusieurs millions. L'auteur, Philippe Noyer, faisait partie de l'« Équipe Alain-Fournier », « une équipe dirigée par deux très jeunes affichistes qui s’installent à Lyon début 41 et qui vont être à l’origine de 62 affiches exactement entre 1941 et 1944 ».

### Principes
Ses principes sont une adaptation des idées et valeurs de la droite nationaliste de l'époque à un régime de gouvernement « de crise » :
- confusion des pouvoirs législatifs et exécutifs ;
- rejet du parlementarisme, de la démocratie représentative et du multipartisme ;
- condamnation du libéralisme, politique et économique ;
- culte de la personnalité : la soumission inconditionnelle au Chef et à la hiérarchie est exaltée.
- stigmatisation des responsables supposés de la défaite : la Troisième République, en particulier la politique du Front populaire, les communistes, les Juifs, les francs-maçons tous considérés comme des traitres à la Patrie ;
- antisémitisme d'État ;
- corporatisme et collaboration des classes sociales ;
- cohésion de la société, chaque classe sociale étant censée être solidaire des autres afin de maintenir l'ordre social (« organicisme ») ;
- apologie des valeurs traditionnelles : la devise républicaine « Liberté, Égalité, Fraternité » est remplacée par « Travail, Famille, Patrie » ;
- régionalisme politique, culturel ;
- rejet du modernisme culturel et des élites intellectuelles et urbaines (politique du « retour à la terre », qui convainc moins de 1 500 personnes de revenir aux champs[12],[13]) ;
- principe communautaire : l'homme est encadré par des communautés qui le dépassent (patrie, famille, profession). Le terme de communauté est un mot-clé de la Révolution nationale. Les « Principes de la Communauté » sont proclamés par Pétain au début de l’année 1941[14].

Des proches de Pétain tentent de définir les principes du nouveau régime, tel René Gillouin. Sa réflexion, dans ses articles et ses conférences sur la nature du nouvel État français, l’amène à le distinguer à la fois du « régime démocratique et libéral de la IIIe République », de la conception « démolibérale », et des « régimes autoritaires », de la « conception fasciste ou naziste (sic) ». Ce nouvel État « se distingue du régime ancien par quatre caractéristiques : il est national, autoritaire, hiérarchique et social » et son pouvoir est « à la fois absolu et limité ». Limité car il « rend tout son sens à cette distinction du spirituel et du temporel, (…) caractéristique de la civilisation chrétienne », « s’incline devant les valeurs spirituelles de la religion, reconnait comme un autre absolu la dignité de la personne humaine » car « l’Homme vient de plus profond que l’État ». « Nous n’abjurons pas le libéralisme pour un caporalisme », ajoute-t-il. Limité aussi car il « reconnaît le droit des groupes naturels tel que la famille, la région, la profession, (…) les communautés de tout genre qui lui préexistent ». Quant à l’égalité, notion chrétienne selon lui, s’il reconnaît que les hommes sont égaux à la fois devant Dieu et devant la loi, l’égalité « doit s’encadrer dans une hiérarchie rationnelle fondée sur la diversité des fonctions et mérites et ordonnée au bien commun ». Car « la liberté-principe entraine inévitablement le triomphe des forts et l’écrasement des faibles » et explique « le scandale d’une monstrueuse inégalité des conditions ». Ses réflexions visent à souligner la nécessité d’opérer « une indispensable conciliation entre l’égalité et la hiérarchie » de même que « l’indispensable conciliation de l’autorité avec (…) les libertés concrètes, seules véritables » car « l’autorité est indispensable à la liberté elle-même ».
La Légion française des combattants a été en partie conçue en 1940 pour maintenir le culte de la patrie meurtrie et diffuser les principes de la Révolution nationale mais le régime de Vichy a contrarié cette dernière mission en se montrant incapable de définir une doctrine ferme et stable.

### Courants
La Révolution nationale a particulièrement attiré trois groupes de personnes :
- les réactionnaires, au sens propre du terme, c'est-à-dire tous ceux qui rêvaient d'un retour à « avant » : avant 1936 ; avant 1870 et la IIIe République ; avant 1789 et la Révolution française (voir contre-révolution) ; on retrouve là notamment les partisans de l'Action française. Mais aussi des tenants de la droite catholique ou/et conservatrice ;
- les réformateurs impatients de la IIIe république et les partisans de solutions politiques et sociales nouvelles, nombreux à la fin de la IIIe République ; on trouve parmi eux des non-conformistes des années 1930, des personnalistes démocrates-chrétiens, des néo-socialistes, des planistes, des « Jeunes-Turcs » radicaux, des technocrates, etc. Beaucoup ne sont pas anti-démocrates dans l'âme mais veulent juste profiter de la table rase de juin 1940 ;
- les partisans d'un fascisme à la française, qui pouvaient être rebutés par certains aspects traditionalistes (cléricalisme, scoutisme naïf, etc.) mais pensaient quand même que c'était un premier pas vers un véritable régime fasciste[réf. nécessaire] ; ce sont les partisans du Mouvement social révolutionnaire, du Parti populaire français (PPF) de Jacques Doriot[17], et du Rassemblement national populaire (RNP) de Marcel Déat[18], etc. Ils ont pu tenir un discours maréchaliste et pétainiste à leurs débuts avant de basculer dans le collaborationnisme hostile à Vichy jugé trop modéré.

Tous ont en commun de penser que la chute de la IIIe République et la disparition de blocages « libéraux » ou « bourgeois » laisse la place à de nouvelles expériences.
Leurs solutions sont diverses et parfois contradictoires : vie en petites communautés, coopératives ou corporations, corporatisme à base syndicale (René Belin) ou corporatisme traditionaliste hostile aux syndicats, retour à la terre, économie planifiée, pouvoir aux ingénieurs, etc. Ils ont pu utiliser le thème de la « révolution nationale » comme un slogan, en lui attribuant des significations différentes et en lui accolant parfois d'autres mots (« communautaire », « sociale », « socialiste »).
La Révolution nationale et communautaire a eu ses artisans et ses partisans, qui ont diffusé ses mots d'ordre et ses thèmes dans des revues (Idées, Demain), des journaux, des écoles (école des cadres d'Uriage), des instituts (Institut d’études corporatives et sociales), des journées d'études (Journées du Mont-Dore en avril 1943), des associations (Économie et humanisme, Compagnons de France), des organisations liées au régime (Légion française des combattants, Corporation paysanne, Chantiers de la jeunesse française). La Légion est la principale promotrice de la Révolution nationale en zone libre (ou zone sud) ; elle est interdite en zone nord par les Allemands[réf. incomplète].
En janvier 1941, un éphémère mouvement politique patronné par le maréchal Pétain s'est appelé le Rassemblement pour la Révolution nationale. Organisme concurrent de la Légion française des combattants, fondé aussi pour contrecarrer les ambitions de Marcel Déat, il devait officiellement être un mouvement de masse visant à « assurer au nouveau régime ses assises et briser l’activité renaissante de certaines organisations [le PCF] ». Son comité provisoire est désigné à cette date. Henry du Moulin de Labarthète, directeur du cabinet civil de Pétain, est son secrétaire général et son initiateur. La même année, la loi du 19 novembre 1941 rebaptise la Légion française des combattants en « Légion française des combattants et des volontaires de la Révolution nationale », ce qui permet d'y inclure les partisans du régime qui n'étaient pas des anciens combattants. Juste après la loi, Pétain adresse à François Valentin, le chef de la Légion, une lettre le 18 décembre 1941, qui est un constat d'échec de l'action de la Légion, ainsi qu'un appel à la « constitution de cellules actives qui […] puissent permettre la détection et l'éducation des futurs révolutionnaires nationaux ».
Joseph Darnand fonde et dirige le Service d'ordre légionnaire. Son serment, introduit en 1942, contient les mots suivants : « Je m’engage sur l’honneur

À servir la France et le maréchal Pétain, chef de la Légion

À consacrer toutes mes forces à faire triompher la Révolution nationale et son idéal

Suivant les ordres de mes chefs et la discipline librement acceptée du SOL ».
En 1943, le RNP de Déat lance avec ses alliés un Front révolutionnaire national fédérant des personnalités et des groupements « patriotes, socialistes et européens ».

## Aspects politiques

### Culte du chef
Le portrait du maréchal Pétain, omniprésent, apparaît sur les monnaies, les timbres, les murs des édifices publics, ou en buste dans les mairies ; une chanson à sa gloire, le fameux Maréchal, nous voilà !, devient l'hymne national officieux.

### Fin des principes républicains
Les Actes Constitutionnels rédigés le 11 juillet 1940 par Philippe Pétain lui attribuent « plus de pouvoirs qu'à Louis XIV » (selon un mot de Laval à Pétain) y compris celui de rédiger une constitution. Le Journal officiel de la République française, qui publie lois et décrets, devient le Journal officiel de l'État français à partir du 4 janvier 1941. Le Parlement est mis en sommeil. Le gouvernement s'entoure de divers conseils consultatifs, notamment le Conseil national, mis en place en 1941. Leurs membres sont nommés, le principe électif étant déconsidéré par le régime de Pétain. Peu de temps après la mise en place du régime de Vichy, des maires sont destitués, tel Édouard Herriot à Lyon. Des délégations spéciales sont mises en place, dont le président est nommé, en se fondant sur des décrets de 1939. Une loi du 16 novembre 1940 porte sur la « réorganisation des corps municipaux ». Dans les communes de plus de 2 000 habitants, le conseil municipal, le maire et les adjoints ne sont plus élus mais nommés, par le préfet ou bien par le ministre de l'intérieur. Ce dernier nomme le maire et les adjoints pour les communes de plus de 10 000 habitants, les autres membres du conseil municipal pour les communes de plus de 50 000 habitants. À Paris, il faut attendre la loi du 16 octobre 1941 pour que le conseil municipal soit réorganisé. La nouvelle composition du conseil municipal est fixée par un arrêté du 16 décembre 1941. L'épuration a été inégale selon la taille des communes et les départements. Les membres des Conseils départementaux, qui sous le régime de Vichy remplacent les Conseils généraux (loi du 7 août 1942), sont de même nommés par le ministre de l'intérieur.
Le régime exalte les communautés (patrie, région, famille, profession) et en exclut les étrangers, les Juifs (législation antisémite), les communistes. Au nom de la limitation de l'« influence » des Juifs, ceux-ci sont exclus de la Nation et ne peuvent plus travailler dans l'administration ; un numerus clausus limite drastiquement leur nombre à l'Université, parmi les médecins, les avocats, les cinéastes, les métiers des arts et des spectacles, ou encore dans la banque, le petit commerce, etc. Bien vite, la liste des métiers interdits s'allonge démesurément ; on estime qu'en moins d'un an plus de la moitié de la population juive de France est privée de tout moyen de subsistance[réf. incomplète]. L'anticommunisme d'État a commencé avant la naissance du régime de Vichy, à la suite du pacte germano-soviétique d'août 1939 (déchéance d’élus communistes, destitution de municipalités communistes, interdiction du parti communiste). Les francs-maçons sont aussi la cible du régime et des tenants de la révolution nationale du fait de l'hostilité des catholiques et de l'Église à leur égard et parce qu'ils ont été un pilier de la République.

### Mesures symboliques
S’appuyant sur des dispositions remontant aux derniers mois de la Troisième République, le régime impose la débaptisation de rues dont le nom ne concorde pas avec ses valeurs, notamment celles évoquant l’Angleterre (anglophobie), les Juifs (antisémitisme), le communisme, le socialisme, etc., prenant ainsi sa revanche sur un régime et des valeurs honnies. Richard Vassakos a mené une enquête dans 30 départements de la zone sud, relevant du domaine occitan et du Midi rouge où 526 rues au minimum ont changé de nom. Les principales cibles de cette épuration odonymique unique dans l’histoire de France sont des personnalités de la gauche au sens large, d’Henri Barbusse à Jean Jaurès et Roger Salengro, Jules Guesde, des personnalités anglaises, et des juifs, les critères pouvant se croiser comme pour Émile Zola (9 rues débaptisées) ou Adolphe Crémieux (auteur du décret Crémieux).
Ces débaptisations s’accompagnent de rebaptisations (700 pour les 30 départements concernés par l’enquête) honorant des personnages qui reflètent les valeurs du régime : militarisme, valeurs de la « France éternelle », dont le catholicisme et le colonialisme, les valeurs du régime (Travail, Famille, Patrie, Jeunesse) et la Révolution nationale dont les anciens combattants. De même, le culte du chef se manifeste de façon inédite en France : alors que seulement 13 rues portaient le nom du maréchal Pétain en 1940 dans les 30 départements du sud, 356 communes lui dédient une voie (La Seyne et Cannes, deux). Presque toutes les préfectures et sous-préfectures ont leur place ou leur rue du maréchal Pétain, mais aussi de petites communes dont c’est la seule rue baptisée. En France et en trois ans, ce sont 750 à 1000 rues et places qui rendaient hommage au chef de l'État français collaborateur.

## Aménagement du territoire, régions et retour à la terre
L'action du régime de Vichy en matière d'organisation du territoire apparaît paradoxale. L’« Ordre nouveau » dont il est question se fonde sur la reconstitution d’une société rurale anachronique. Partant d’une philosophie réactionnaire et conservatrice, le maréchal Pétain veut faire naître la France nouvelle, celle des provinces gardiennes des traditions. Le projet initial de la Révolution nationale, d'inspiration réactionnaire et contre-révolutionnaire, s'est soldé par un échec : le « retour à la terre » a été très limité et la renaissance des cultures des vieilles provinces de France en est restée à ses débuts. En revanche, le régime de Vichy a constitué une étape décisive dans la modernisation de l'action de l'État avec les premières mesures d'aménagement du territoire (dans le cadre du premier plan décennal de 1941), la création des premières administrations régionales (avril 1941), le début d'une politique publique d'urbanisme (loi de juin 1943), les premiers projets de villes nouvelles (appelées « cités satellites »), etc.
Le caractère moderniste du régime de Vichy provient de deux aspects :
- le régime a confié le pouvoir de décision en la matière à des technocrates dont l'action s'est poursuivie sous la IVe République et la Ve République ;
- cette activité technocratique de l'État s'est déployée dans le cadre d'un régime autoritaire, libérée des contrepouvoirs politiques locaux traditionnels (les puissants députés-maires, sénateurs, députés-conseillers généraux de la République).

### Débuts de l'aménagement du territoire
La Délégation générale à l'équipement national (DGEN) et son plan sont à l'origine d'une autre innovation en France : le lancement de la politique d'aménagement du territoire, esquissée par Étienne Clémentel en 1919 et institutionnalisée sous le régime de Vichy (les dirigeants du régime de Vichy veulent croire qu'ils sont, comme en 1919, dans une phase d'après-guerre). Selon Isabelle Couzon (chargée d'études à la DATAR), « Les fondements de la politique d’aménagement du territoire en France doivent être appréhendés au miroir de la série de rapports réalisés entre 1942 et 1945 par une équipe d’agrégés d’histoire et géographie, encadrés par un ingénieur, Gabriel Dessus, au sein des services de la Délégation générale à l’équipement national (DGEN) ». La DGEN s'attache notamment à la préparation d'une « décentralisation industrielle ».

### Création des régions administratives
Le 19 avril 1941, l'État français crée 18 régions administratives dirigées par un préfet régional, assisté d'un intendant de police, d'un intendant des affaires économiques et d'un conseil régional nommé. Les deux priorités du préfet régional sont le maintien de l'ordre et le ravitaillement. Les préfets des départements et les services de l’État étaient sous leur autorité.
Il s'agit de la première mise en place institutionnelle de régions par l'État en France, même si cette initiative s'inscrit dans le prolongement des régions Clémentel de 1917 (et du 25 avril 1919), constituées de regroupements volontaires de chambres de commerce, et même si elles sont dissoutes en 1946 avant de renaître en 1955.
La création des régions par Vichy répond à des attentes très diverses : les réactionnaires veulent y voir la renaissance des provinces françaises supprimées en 1789 et donc une revanche sur la Révolution française, ainsi que sur les réseaux d'élus républicains des départements. Les « technocrates » du régime de Vichy y voient un nouvel outil d'action de l'État. Le chercheur Bernard Barraqué (CNRS) décrit ainsi cette dualité : « Sous Vichy précisément, la région devint une notion écartelée entre le traditionalisme le plus désuet et la modernité frappante de l’« équipement national » ».

### Politique de transport
Le régime de Vichy apporte des modifications modestes à la politique de transports française. Une décision notable est la fusion, effective au 1er janvier 1942, de la compagnie du métropolitain de Paris (CMP) et de la Société des transports en commun de la région parisienne (STCRP), qui exploitait tramways et bus, ce qui permet la mise en place d'une politique cohérente de complémentarité entre modes de transport. Le nouvel ensemble unitaire prend le nom de Régie autonome des transports parisiens (RATP) en 1948. L'historien des transports Georges Ribeill estime à propos du régime de Vichy que « cet ordre nouveau technocratique-étatique, qui met provisoirement en parenthèse les antagonismes d'intérêts économiques et électoraux qui avaient prévalu jusqu'alors et bloqué bon nombre de projets, préparera de manière irréversible le nouveau cours d'après-guerre, qui accouchera de la RATP ».

## Politique sociale
La politique du régime de Vichy se caractérise par des mesures d'extension de la protection sociale. Les historiens Philippe-Jean Hesse (Université de Nantes, ancien président du Centre d'histoire du travail) et Jean-Pierre Le Crom (CNRS) relèvent « une extension importante de la protection sociale qui se manifeste par l'expansion du nombre de personnes couvertes par les assurances sociales et les allocations familiales, par la création de nouvelles allocations, par le développement des mutuelles et des œuvres sociales d'entreprise, enfin par l'explosion d'une philanthropie instrumentalisée au profit du maréchal Pétain. Cet élargissement, qui doit peu aux Allemands, s'explique largement par les nécessités nées de l’Occupation. Bien qu'orienté à la marge par la politique inégalitaire et répressive du régime, il s'inscrit plus généralement dans le développement continu de l'État social depuis la fin du XIXe siècle. […] La plupart des textes promulgués sous Vichy sont prorogés à la Libération, notamment le supplément familial de traitement pour les fonctionnaires et les retraites par répartition ».
Ces mêmes historiens estiment que « Ces cinq années vont être marquées par un développement privilégié de l'État providence : les cotisations sociales qui représentaient, en 1939, 25 % des salaires et 11,4 % du revenu national passent respectivement à 30 % et 14,4 % » en 1944.

### Corporatisme
La politique « sociale » de Vichy repose tout d'abord sur la dissolution en 1940 des confédérations syndicales de travailleurs (CGT, CFTC et CSPF, cette dernière dépendante du PSF) et, dans un souci de symétrie, de la CGPF, du Comité des houillères et du Comité des forges. La politique sociale est en théorie confiée aux organismes paritaires de la corporation.
Le régime de Vichy instaure officiellement un régime corporatiste avec la Charte du travail promulguée en octobre 1941.
Parmi les organismes qui ont contribué à définir et mobiliser les thèmes de la Révolution Nationale dans le domaine social, il y eut l’Institut d’études corporatives et sociales de Maurice Bouvier-Ajam, qui diffusa une doctrine corporatiste et communautaire de la « troisième voie », hostile à la fois au libéralisme jugé individualiste et au socialisme. Une partie de ses acteurs comme André Voisin ou l'économiste catholique Louis Salleron se retrouve à partir de 1944 dans La Fédération, la thématique du fédéralisme remplaçant celle du corporatisme.
Plusieurs professions réglementées sont organisées ou réformées avec un statut d'ordre professionnel, en particulier l'Ordre des médecins ou celui des architectes créé par une loi préparée par Jean Zay. Le principe des ordres professionnels est de constituer l'ensemble d'un secteur d'activité national en une société de droit public, appelée ordre, dont les membres sont toutes les personnes physiques qui exercent une profession (c'est à proprement parler la corporation). L'ordre a une mission d'intérêt public qui est de définir une déontologie, des règles de concurrence non commerciale qui sont promulguées par un arrêté du ministre de tutelle, et il est doté d'une juridiction interne qui fait appliquer la déontologie et prend le cas échéant des mesures d'administration provisoire. Elle a un pouvoir disciplinaire sous appel des juridictions administratives.
Les corporations ne remplacent ni les syndicats patronaux, ni les syndicats d'employés qui restent chargés de négocier et de faire appliquer la convention collective et de siéger au conseil des prud'hommes.

### Création des comités sociaux d'entreprise
Le seul bémol au pouvoir patronal dans l'entreprise consiste en la création des Comités sociaux d'entreprise (CSE). L'Office des comités sociaux est chargé de la mise en place de ces comités et de convaincre patrons, cadres et ouvriers de leur utilité. L'historien Jean-Pierre Le Crom (directeur de recherches au CNRS) considère que ces comités « seront la seule véritable réussite de la Charte, du fait principalement de leur utilité sociale, notamment dans le domaine du ravitaillement ». On les avait donc affublés du surnom de « comités patate ».
Selon le juriste Maurice Cohen (directeur de la Revue pratique de droit social), « Leurs attributions, purement sociales, excluaient toute immixtion dans la conduite et la gestion des entreprises. Les employeurs composaient eux-mêmes à leur guise ces comités », du moins à l'origine. Le principe de l'élection est ensuite valorisé et les membres du comité sont élus. Le directeur de l'entreprise préside néanmoins le comité.
L'historien du droit social Jean-Pierre Le Crom (CNRS) estime que « l'institution des comités sociaux d'entreprise va connaître un développement impressionnant. En 1944, entre 8 000 et 9 000 comités sont constitués, rassemblant 80 000 délégués et environ 200 000 personnes dans des commissions spécialisées. Cette réussite s'explique avant tout par leur utilité sociale. Les cantines, les coopératives de ravitaillement, les jardins ouvriers permettent d'atténuer les effets dramatiques de la pénurie et les crèches et colonies de vacances de faire face à l'augmentation du travail féminin. Dans certaines entreprises, les dépenses sociales des entreprises par salarié, gérées par des commissions spécialisées des comités sociaux d'entreprise, peuvent représenter jusqu'à la moitié du salaire direct. Pour les employeurs, confrontés à la fixation autoritaire des salaires par l'État, il s'agit aussi d'un moyen détourné d'augmentation des rémunérations, nécessaire pour fixer sur place une partie des ouvriers attirés par les salaires nettement plus élevés offerts par l'organisation Todt, notamment dans les zones côtières. L'utilité des comités sociaux d'entreprise est si évidente que le commissariat aux Affaires sociales du GPRF envisage dès le début 1944, à Alger, de les pérenniser après la Libération. Malgré l'abrogation de la Charte du travail, la grande majorité d'entre eux continuera d'ailleurs à fonctionner jusqu'à la mise en place des comités d'entreprise ».
Les comités d'entreprise actuels, créés par l’ordonnance du 22 février 1945 vont bien plus loin que les CSE du régime de Vichy : ils donnent à la fois un droit de regard ouvrier sur les entreprises et des rôles économiques aux CE. Mais, pour leurs activités sociale, ils sont les héritiers des CSE. Selon le juriste Jean-Marie Bergère, avec les Comités sociaux d'entreprise, « se trouve l’origine des activités sociales et culturelles de nos CE contemporains, au service d’une vision paternaliste de l’entreprise ».

### Création du principe d'un salaire minimum
La Charte du travail de 1941 pose, pour la première fois dans le droit social français, le principe d'un salaire minimum (articles 54 et suivants). Jusqu'alors, les revendications syndicales ne portaient que sur l'institution de salaires minimum par profession et par région, fixés par convention collective.
Selon l'Institut supérieur du travail, dans son histoire du SMIC, « C’est la Charte du travail promulguée le 4 octobre 1941 qui a ouvert la voie. Il y est parlé d’un « salaire minimum vital » et cette notion a nécessairement un caractère universel : le minimum vital est le même, pour tout le monde, quelle que soit la profession. Reste que le coût de la vie n’est pas partout le même ce qui était beaucoup plus sensible alors qu’aujourd’hui. On avait donc divisé le pays en une vingtaine de « zones de salaire », avec chacune un taux différent du salaire minimum, mais tous les salaires minima procédaient dégressivement de celui de la zone 0 (Paris) selon un pourcentage fixé : zone -2,5 %, zone -4 %, etc. ce qui permettait de maintenir l’unité tout en respectant la diversité. Ce système des zones ne devait disparaître qu’en mai 1968 : il n’y avait alors plus que deux zones ».
L'instauration du salaire minimum vital ne semble cependant pas avoir bouleversé les pratiques dans les faits. À la demande du gouvernement, les préfets ont dressé des listes de cas de salaires inférieurs au minimum vital afin de pouvoir les relever. Mais il semble que les cas d'action concrète aient été limités[réf. nécessaire]. La charte du travail est annulée par le Gouvernement provisoire de la république française le 27 juillet 1944, mais le salaire minimum vital est recréé le 31 mars 1947. Il sera remplacé en 1950 par le SMIG.

### Création de la retraite par répartition
Le régime de Vichy modifie profondément le système de retraite français en remplaçant la retraite par capitalisation (rendue obligatoire en 1930) par la retraite par répartition. Selon l'économiste Jean-Marie Harribey (université de Bordeaux), en 1941, « le régime de Vichy transforme ce système qui fonctionne par capitalisation, ruiné à la suite de la crise, en système par répartition ». Le Conseil d'orientation des retraites explique que, malgré les lois de 1910, 1928 et 1930, « le nombre de travailleurs exclus de tout droit à la retraite demeure important. Les projets de réforme se multiplient et, finalement, une loi de 1941 met en place, à titre provisoire, un système d’assurance vieillesse des travailleurs salariés fonctionnant par répartition et offrant un niveau minimum de pension à l’ensemble des salariés ».
Le Dr Philippe Rault-Doumax (médecin et économiste de la santé), précise que « Pour amorcer son fonctionnement, l’État français, aidé par d'anciens dirigeants CGT, y affecte les fonds de retraite capitalisés depuis 1930 ».
Ce système est intégré en 1945 dans la Sécurité sociale qui va le généraliser et le pérenniser.

### Création de l'allocation au vieux travailleur salarié (AVTS)
En 1941, l'État français crée l'Allocation des vieux travailleurs salariés (AVTS), destinée à apporter un complément de ressources aux plus de 65 ans ne disposant pas de revenus suffisants. Elle est distribuée à plus de 1,5 million de personnes sous le régime de Vichy.
L'AVTS, conservée après 1945, est devenue la base (le « premier étage ») du Minimum vieillesse créé en 1956.

### Extension des allocations familiales aux non-salariés
L'impulsion décisive de la politique familiale n'est pas le fait du régime de Vichy mais des gouvernements de la IIIe République (loi du 11 mars 1932, décret-loi de novembre 1938 et code de la famille du 29 juillet 1939). À la chute de la République, les allocations familiales et primes à la naissance existent déjà.
L'action de l’État français consiste surtout en une extension des bénéficiaires des allocations familiales, jusque-là réservées aux travailleurs en activité, à de nouvelles catégories : aux chômeurs (11 octobre et 18 novembre 1940), aux assurés sociaux malades (1941), aux veuves et femmes d'agriculteurs prisonniers (1942). En revanche, selon l'économiste Jacques Bichot (université Lyon III) « le régime de Vichy ne revalorisa pas les prestations parallèlement à la hausse des prix, d'une part en raison de l’appauvrissement du pays, d’autre part en raison d'oppositions germaniques ».
L’État français ne bouleverse pas l'organisation du système, et se contente de la création d'une Chambre syndicale d'allocation familiale (loi du 14 août 1943), première structure de coordination nationale des caisses d’allocations familiales. Elle n'a cependant pas le rôle de chambre de compensation qu'aura la Caisse nationale des allocations familiales créée en 1967.
Ce système est intégré dans la Sécurité sociale en 1945.

### Extension des assurances sociales à tous les salariés
À l'instauration du régime de Vichy, les assurances sociales (l'actuelle assurance maladie, couvrant maladie, maternité, invalidité…) sont déjà bien en place depuis 1930 (loi du 30 avril 1930), du moins pour les salariés du commerce et de l'industrie dont les salaires ne dépassent pas un certain plafond.
En supprimant en 1942 le plafond de rémunération pour participer au système, l'État français étend les assurances sociales obligatoires à tous les salariés.

### Politique de santé publique
Les difficultés du pays ainsi que des préoccupations idéologiques hygiénistes voire raciales incitent le régime de Vichy à mettre en place de nouvelles institutions de santé publique, avec la création de la médecine du travail (1940 à 1942) et de l'Institut national d'hygiène (INH) (1941) qui devient en 1964 l'INSERM.
La loi hospitalière de décembre 1941 va, pour sa part, donner naissance à la politique hospitalière moderne.

#### Création de la médecine du travail
Concernant la médecine du travail, l’État français s'inscrit dans la lignée du gouvernement Paul Reynaud qui donne un statut à la « médecine du travail » (le terme apparaît dans les textes) qui reste cependant une « recommandation » (1er-9 juin 1940). Vichy agit en deux temps. D'abord pour mettre en place les institutions : selon un texte de l'université des Antilles et de la Guyane, « le Régime de Vichy instaure la protection médicale du travail par la loi du 31 octobre 1941 et crée le corps des médecins inspecteurs du travail ainsi qu’un Comité permanent chargé d’élaborer la doctrine de la médecine du travail et de fixer les règles générales d’action des médecins inspecteurs du travail. (…) ».
Ensuite vient l'obligation de mise en œuvre de la médecine du travail dans les entreprises de plus de 50 salariés : « La loi no 625 du 28 juillet 1942, qui reprit la recommandation ministérielle du 1er juin 1940, fut prise dans le cadre de la « Charte du Travail » pour organiser les services médicaux et sociaux dans les « Familles professionnelles ». Ils n’étaient obligatoires que pour les établissements occupant au moins cinquante salariés ; les décrets d’application étaient prévus par branches d’industrie ; trois seulement parurent en août 1943, et visaient la transformation des métaux, l’industrie du cuir et des peaux et l’industrie de la céramique. Alors que l’instruction du 1er juin 1940 était précise sur certains points de fonctionnement de la médecine du travail mais floue sur sa prise en charge, le texte de loi de juillet 1942 indique dans son article 4 que les frais de fonctionnement seront répartis entre les établissements affiliés. Il spécifie aussi que le médecin du travail peut, au siège du service médical, donner ses soins aux salariés atteints d’affections qui n’entraînent pas la cessation du travail ».

#### Création de l'Institut national d’hygiène
L'État français crée l'Institut national d'hygiène (INH) (loi du 30 novembre 1941), établissement public, inspiré des National Institute of Health américains (NIH), et doté d'une double mission scientifique de santé publique au service du secrétariat d'État à la santé et à la famille : une mission de recherche biologique en laboratoire et une mission d'information au moyen d'enquêtes sanitaires. L'INH remplace l'Institut de recherche d’hygiène fondé un an auparavant à l'initiative, et sous la codirection, de la Fondation Rockefeller et du professeur André Chevallier. L'INH est divisé en quatre sections : la nutrition (notamment infantile, fondamentale et prioritaire en ces temps d'occupation, et qui permettra de sauver de nombreuses vie malgré les carences alimentaires résultant des privations engendrées par les spoliations Allemandes), les « maladies sociales » (tuberculose, alcoolisme, syphilis, cancer), l'hygiène (qualité de l'eau, médecine du travail…) et l'épidémiologie. André Chevallier, fondateur de l’institut, en est le premier directeur (avec l'assentiment de la Fondation Rockefeller, institution devenue persona non grata en métropole et dont les chercheurs quittèrent la France en juin 1941, mais avec qui il restera secrètement en contact durant la guerre),.
En 1964, l'INH devient l'Institut national de la santé et de la recherche médicale (Inserm).

#### Création de l'hôpital moderne
Par la première loi hospitalière du 21 décembre 1941, le régime de Vichy bouleverse l'hôpital, avant elle, théoriquement, réservé aux pauvres (l'hospice), en un établissement moderne ouvert à tous. Selon un article de la revue Vacarme : « L’ouverture des hôpitaux à l’ensemble de la population rencontre une sanction juridique à travers la loi hospitalière du 21 décembre 1941, fondatrice de l’hôpital « toutes-classes ». Désormais, l’hôpital se recentre sur la figure du malade et se déleste de celle du pauvre »,. En contrepartie, l'hôpital ouvert à tous devient payant en fonction des moyens du patient (trois catégories en plus de la classe des indigents), une évolution notamment possible du fait du développement de la protection sociale.
La loi de décembre 1941 classe les types d'hôpitaux sur le territoire national (centre hospitaliers régionaux (CHR), généraux (CHG), etc.) ouvrant la voie à la notion d'organisation rationnelle de l'offre de soin sur le territoire.
La loi de 1941 réorganise l'hôpital qui est devenu une personne morale, autonome, de droit public. Sa direction est confiée à un directeur d'hôpital. Il lui est adjoint une commission médicale consultative, aujourd'hui CME (commission médicale d'établissement), composée de médecins, chirurgiens ou pharmaciens des hôpitaux élus par leurs collègues pour traiter des questions strictement médicales (décret du 17 mai 1943). La loi crée également les services hospitaliers, par type de maladie.
Le décret du 17 avril 1943 définit les statuts de médecins hospitalier (chefs de service, internes, externe, etc.).
Dans les faits, la situation des établissements, dégradée avec la guerre, est cependant très difficile. Le Dr Chaouky écrit : « Il y a de nombreux taudis hospitaliers, à la fin de la Deuxième Guerre mondiale, et le chantier de la rénovation des hôpitaux en France est immense ».

## Politique économique

### Économie organisée
Vichy élabore dans l’urgence la loi du 16 août 1940, afin de régler les problèmes du ravitaillement et des approvisionnements en matières premières causées par les destructions, le cloisonnement intérieur dérivant de l’occupation allemande et la fermeture de nombreux ports. Chaque profession doit s'organiser au sein de comités d'organisation (CO). Il s’agit de la dernière initiative totalement française dans ce domaine car ensuite, en application d'un règlement allemand du 20 septembre 1940, Vichy se voit contraint de communiquer aux autorités d’occupation tout projet législatif ou réglementaire économique applicable en zone occupée. Les CO ont la charge de régler les questions économiques propres à la profession. En théorie, les comités d'organisation doivent fonctionner de façon tripartite, avec des représentants du patronat, des employés et de l'État[réf. nécessaire]. L'État joue un rôle majeur : il crée par des lois les C-O et l'Office central de répartition des produits industriels, nomme ses membres par décret.

### Début de la planification
Le régime de Vichy a mis en place les premiers instruments de planification de l'économie par l'État en France, précédant en cela les réflexions menées par le comité général d'étude du Conseil national de la Résistance à partir de 1942-1943, suivies par le Comité français de libération nationale à Alger en 1944. Le régime de Vichy créé la délégation générale à l'Équipement national (DGEN) (loi du 23 février 1941) et décide du principe d'un plan (loi du 6 avril 1941). La DGEN présente en mai 1942 en un document de 600 pages un plan de 10 ans visant un rattrapage industriel et technologique et une urbanisation contrôlée. Ce plan ne prévoit pas de nationalisation, le rôle de l'État étant de stimuler, orienter et financer l'investissement privé, mais non de le remplacer. C'est-à-dire très précisément ce qui sera fait avec les régions dites régions programmes des années soixante, des régions elles-mêmes très largement reprises de celles fabriquées par le régime de Vichy au titre de sa réorganisation préfectorale de la France.
Les réalisations issues du plan de Vichy furent limitées. Concernant les grands travaux : mises en valeur de la Sologne et de la Crau, prémices du pont de Tancarville, tunnel de la Croix-Rousse à Lyon, plusieurs chantiers de barrages hydro-électriques. Au total, seule la « tranche de démarrage » sur deux ans du plan fut lancée, mais elle sera reprise par le gouvernement De Gaulle à l'automne 1944. Pour sa part, la DGEN servira pour une part de base au futur Commissariat au plan, avec presque le même personnel et pour une part « l’ossature du Ministère de la Reconstruction et de l'Urbanisme dirigé par Raoul Dautry » en 1944 selon le politologue Romain Pasquier (CRNS-IEP de Rennes).
L'historien américain spécialiste de Vichy Robert Paxton estime que « c’est dans l'administration publique, dans la modernisation et la planification économique que les mesures – et le personnel – de Vichy se perpétuent avec le plus d’évidence » après 1945.

### Droit des sociétés: création du poste de PDG
Le régime de Vichy a réformé la loi de 1867 sur le fonctionnement des sociétés anonymes en renforçant la responsabilité personnelle du président du Conseil d'administration (loi du 18 septembre 1940) et surtout en créant la fonction de président directeur général (P-DG), qui assume l'autorité dans l'entreprise en fusionnant les fonctions de contrôle du président du Conseil d'administration, au rôle généralement honorifique, et les fonctions de direction générale (lois du 16 novembre 1940 et du 4 mars 1943). Le P-DG doit être une personne physique, il est déclaré « commerçant » (et donc financièrement responsable) (loi de novembre 1940). Ces dispositions resteront en vigueur jusqu’à la loi du 24 juillet 1966.
Plusieurs interprétations de ces textes sont possibles : une volonté de moralisation du capitalisme (le but officiellement affiché) ; la recherche d'efficacité en y introduisant plus de responsabilité individuelle du dirigeant et moins de responsabilité collégiale ; la généralisation dans la société de la fonction de « chefs », sur le modèle allemand du Führerprinzip.

## Politique familiale, éducative et sportive
Le maréchal Pétain crée, avec les gouvernements de son régime, l'« ordre moral » et substitue la devise « Travail, Famille, Patrie » du PSF au « Liberté, Égalité, Fraternité » de la République. Ils font un retour aux idées et gouvernances des plus conservatrices et des plus rigides pour des changements dans la société française par opposition à ceux de la IIIe République. Cet « ordre moral » est bâti sur plusieurs piliers tel le travail, la patrie, la famille, l’éducation, la remise en forme physique et contrôle de la jeunesse, la religion, la ruralité.

### Politique familiale
La famille est l'un des piliers de l’« ordre moral » institué par le régime Vichy pour qui elle représente la vie française et pour lequel les droits de la famille sont supérieurs aux droits des individus, le maréchal Pétain déclare fin 1940 : « Le droit des familles l'emporte sur les droits de l'État et de l’individu ». Un commissariat général à la famille est donc fondé pour poursuivre et renforcer vigoureusement les orientations du code de la famille adopté en juillet 1939 par la IIIe République.
Le régime Vichy légifère donc tant pour rendre le divorce impossible durant les trois premières années de mariage que pour strictement encadrer les interprétations de la loi dans tous les cas de divorce.
La guerre de 1914-1918 ayant causé 1,3 million de morts et disparus à la France, sa natalité connut une très forte régression durant les 30 années qui suivirent. Pour encourager les naissances, le régime de Vichy favorise les familles nombreuses aux dépens des hommes célibataires ou des couples sans enfant. Par exemple, un couple qui n’a pas d’enfant dans ses deux premières années de mariage se voit retirer l’avantage fiscal du mariage. L'avortement est sévèrement réprimé. Le travail des femmes est découragé, pour que celles-ci se consacrent à la maternité, bien qu’elles eussent acquis une place nouvelle dans la société en s'étant rendues indispensables pendant toute la guerre de 1914-1918 dans les champs, les usines, les bureaux ou les écoles (pour compenser la perte de très nombreux instituteurs) et aient ensuite acquis une autonomie relative. La figure de la mère au foyer est exaltée lors de la fête des mères célébrée officiellement chaque année, avec cérémonies et décoration des mères de familles nombreuses. En mars 1941 est créée l'allocation de salaire unique, destinée aux couples où seul le mari était actif, versée dès le mariage et durant deux ans, afin d'encourager la natalité et d'éviter à une future mère de devoir travailler,,.
En zone non occupée, le taux de natalité augmenta donc tant dans les familles riches que pauvres[réf. nécessaire]. L'extension importante de la protection sociale se manifeste par l'expansion du nombre de personnes couvertes par les assurances sociales et les allocations familiales. Cet élargissement, qui doit peu aux Allemands, s'explique par les nécessités nées de l’Occupation et, la plupart des textes promulgués sous le régime de Vichy sont prorogés à la Libération.

### Politique éducative

#### Éducation des enfants handicapés et inadaptés
Pour le spécialiste de la question Michel Chauvière (CNRS/université de Paris-2, ancien formateur à l'école d'éducateur de Parmentier), « la totalité des enfants « inassimilables » (ceux qu'on dira « enfants inadaptés » après 1943) fait l'objet à partir de 1942 d'un premier plan cohérent et opérationnel de sauvetage, remarquable en particulier par les fonctions dévolues à des Associations régionales de sauvegarde de l'enfance et de l'adolescence (Arsea), par l'apparition des premières écoles de cadres rééducateurs, dans un contexte de grande sollicitude à l'égard de la jeunesse, comme le sont tous les régimes à tendance totalitaire. Car, c'est bien le régime de Vichy qui porte et imprègne de telles initiatives, que la Libération se contentera de reconduire et d'étendre, échouant à tenter d'y modifier quelque peu le statut de l'initiative privée et l'idéologie ambiante ».
La régime de Vichy a notamment donné naissance aux Arsea, aux premières écoles de cadres rééducateurs, aux définitions des inadaptations juvéniles et au terme générique d'enfance inadaptée.

### Politique sportive
- La politique sportive de Vichy trouve son origine dans la conception du sport de l’officier de marine Georges Hébert, qui dénonce les dérives du sport, c'est-à-dire la compétition à son goût trop spécialisée, donc inutile moralement et physiquement, et qui ne peut qu'aboutir au spectacle et au professionnalisme et, chez Pierre de Coubertin chantre de l'amateurisme pur et dur.
- Par ailleurs la résurrection morale promise à la France est inséparable d'une remise en forme physique selon la formule « Être fort pour mieux servir » ou encore « Être fort pour être utile » et donc avec la « méthode Hébert » les écoliers français apprennent à courir, sauter et grimper. Derrière ces deux formules le but était aussi de contrôler rigoureusement la jeunesse, les associations sportives et leurs respectives fédérations.
- 7 août 1940 : création du commissariat général à l’Éducation générale et aux Sports.
- Mars 1941 : création d'un Centre National et de 15 Centres Régionaux de l’Éducation Générale et Sportive (CREGS). Ces centres accueillent stages d’instituteurs, stages sportifs et d’enseignement général et préparent au Brevet de moniteur d’EPS.
  - [en février 1945, sous la législature du gouvernement provisoire, les CREGS sont transformés en CREPS (Centres Régionaux d’Éducation Physique et Sportive)[78].
- Trois hommes au moins concourront à mettre en place cette politique dirigiste dont l'un des piliers est le bannissement du sport professionnel importé du Royaume-Uni :
  - Jean Ybarnegaray (président-fondateur de la fédération française et de la fédération internationale de pelote basque, député et membre du PSF) : ministre d'État en mai 1940 puis secrétaire d'État de juin à septembre 1940 (postes : Anciens combattants et Famille, Jeunesse et Famille) ;
  - Jean Borotra (ancien joueur de tennis international de renommée mondiale, membre du PSF) : 1er Commissaire général au sport d'août 1940 à avril 1942 ;
  - le colonel Joseph Pascot (ancien joueur de rugby et champion de France avec Perpignan) : directeur des sports sous J. Borotra puis second commissaire général au Sport (avril 1942 - juillet 1944).
    - selon Jean Durry (directeur du Musée national du sport – rattaché au ministère de la Jeunesse et des Sports) il était tout à fait dans la logique étroite et dirigiste de Pascot et dans le douloureux contexte de Vichy de « mettre au pas » le monde du sport, « d'inciter » à des regroupements de sports présentant une « base similaire ».
- 11 mai 1942 : l'OSSU est dénommée USSU (Union du sport scolaire et universitaire)
- La politique du contrôle rigoureux tant de la jeunesse que du sport, la politique de regroupements de sports, du bannissement du professionnalisme dans le sport français amènera les deux commissaires généraux au sport à :
 – dès octobre 1940, interdire le professionnalisme immédiatement pour deux fédérations : tennis et lutte, dans un délai de trois ans pour quatre autres fédérations : football, cyclisme, boxe et pelote basque, interdire les compétitions féminines de cyclisme, football (nocives), interdire et/ou spolier par saisie des biens au moins quatre fédérations uni-sport : rugby à XIII, tennis de table, jeu de paume, badminton et une multi-sports : FSGT ;
 – en avril 1942 : interdire et spolier deux autres fédérations multi-sports : UFOLEP et USEP.
 Note : les biens saisis des fédérations interdites devant être transférés au Comité national des sports.

#### Citations
- « Le maréchal Pétain m'a confié la mission de faire une jeunesse robuste à l'âme bien trempée et à reclasser notre pays au rang des grandes nations sportives. Il faut que la foule des spectateurs passifs descende des gradins où elle assiste chaque dimanche aux ébats des vedettes et vienne prendre part aux jeux du stade […]. Auprès de chaque école, un terrain de jeu ; dans chaque école, un éducateur »[79].
- « Les sports professionnels sont tous supprimés. Un délai de trois ans est accordé au football, au cyclisme, à la boxe et à la pelote basque […] Pour les autres, tennis, lutte, rugby à XIII, c'est à effet immédiat, ou plutôt le temps que le Commissariat général puisse aviser les fédérations intéressées »[80].
- « Le sport présente pour la jeunesse moderne un tel attrait que vraiment nous serions coupables si nous n'utilisions pour des fins nationales et humaines une activité dotée d'un tel dynamisme […]. Le sport bien dirigé, c'est de la morale en action »[81].
- « Je tiens […] à ce que chacun des futurs professionnels éventuels ait un métier, non fictif, et de façon à ne pas risquer d'être un exemple détestable – comme cela a été trop souvent le cas jusqu'ici – pour des centaines de milliers de jeunes participants pour lesquels les vedettes sportives deviennent naturellement des modèles »[82].
- « Je promets sur l'honneur de pratiquer le sport avec désintéressement, discipline et loyauté pour devenir meilleur et mieux servir ma patrie »[83].
- « Être fort pour mieux servir »[84].
- « Notre principe est de saisir l'individu partout. Au primaire, nous le tenons. Plus haut il tend à s'échapper. Nous nous efforçons de le rattraper à tous les tournants. J'ai obtenu que cette discipline de l'EG soit imposée aux étudiants […]. Nous prévoyons des sanctions en cas de désertion »[85].

### Sources

#### Généralités
- Jean-Pierre Le Crom (historien, CNRS), L'Avenir des lois de Vichy, 2005, in Le droit sous Vichy, 2006, p. 453-478
- Robert O. Paxton, La France de Vichy, 2. La Révolution Nationale p. 185-286, 1972, réédité aux éditions du Seuil, coll. Points.
- Limore Yagil, L'Homme nouveau et la Révolution nationale, Presses universitaires du Septentrion, 1997.

#### Jeunesse et sports
- Loi et décret 1940-42
- [PDF] Sports et Politique
- Politique sportive du gouvernement de Vichy : discours et réalité
- Sport et Français pendant l'Occupation
- Jean-Pierre Azéma : Président commission « Politique du sport et éducation physique en France pendant l'occupation. »
- Exemples : Badminton, Tennis de table, Jeu de paume interdits
- [PDF] Vichy et le football